# П'яний майстер
«П'яний майстер» (англ. Drunken Master) — гонконгський фільм, комедійний бойовик з Джекі Чаном у головній ролі. Один з перших фільмів, що прославив Джекі. Кінофільм вийшов на екрани в 1978 році.
Вонг Фейхун — син гонконгського майстра ґунфу. Недисциплінований хуліган, він не слухається батька і б'ється з кожним зустрічним. Батько віддає його для навчання старому Су Ганю, знавцеві стилю «восьми п'яних безсмертних», щоб навчити сина відповідальності.

## Сюжет
Події відбуваються на початку XX століття. Вонг Фейхун — бешкетний юнак, який вивчає ґунфу. Бачачи, що його вчитель лише чванливий забіяка, Вонг вступає з ним у двобій і перемагає. Це підносить Вонга в очах товаришів. Під час обіду вони бачать на ринку гарну дівчину і Вонг вирішує до неї позалицятись. Хитрощами він спонукає її так рухатися, що здалеку це виглядає ніби дівчина одразу цілує його й сама стрибає йому на руки. Але потім з'являється мати дівчини і лупцює Вонга. Жінка виявляється справжньою майстринею бойових мистецтв і бешкетник мусить тікати. Потім він захищає свого дядька від хулігана, котрий виявляється сином поважного чиновника Лі. Вдома Вонг дізнається, що жінка, з якою він побився — це його тітка, з якою він ніколи не бачився. Лі наказує своєму тілоохоронцеві побити Вонга, але юнак виграє. Батько Вонга, Кей-Їн, вирішує спрямувати здібності сина в корисне русло та віддає його на навчання вимогливому суворому Су Ганю.
Злякавшись навчання в Су Ганя, Вонг тікає з дому й опиняється на вулиці без копійки. Він заходить у шинок і намагається поїсти задарма, але втекти йому не вдається. Від побиття Вонга рятує жебрак, який виявляється Су Ганем. Вонг тікає, проте Су Гань наздоганяє втікача і каже, що батько Вонга вже добре йому заплатив, тож бешкетнику доведеться вчитися.
Су Гань виявляється дуже сильним і винахідливим, тож Вонгу ніяк не вдається втекти вдруге. Вчитель наказує виконувати складні тренування, але якось Вонгу все ж випадає нагода щезнути. Сховавшись у покинутому будинку, він зустрічає горезвісного вбивцю Ян Ті Сана. Вонг встряє у бійку з ним і програє, після чого повертається до Су Ганя, щоб навчитися протистояти справжнім злочинцям.
В ході складних тренувань Вонг засвоює секретний стиль бойових мистецтв «вісім п'яних безсмертних», який наслідує рухи п'яного, використовуючи балансування тілом. Вчитель пояснює, що тренування, котрі здавалися Вонгу безглуздими, потрібні для опанування прийомами цього стилю. Вонг вивчає сім прийомів, за винятком останнього, який вважає «надто жіночим». Зрештою вчитель визнає, що добре навчив Вонга і вирушає в мандри, а хлопцеві радить повертатися до батька.
Тим часом Ян Ті Сан отримує від Лі замовлення вбити батька Вонга, коли той відмовляється продати йому ділянку землі. Той б'ється з Яном і зазнає поразки. Вонг і Су прибувають на допомогу, Вонг використовує нові навички, але йому бракує знання останнього прийому. Су Гань радить поєднати сім прийомів і створити власний. Вонг називає цей прийом «п'яна пані Хо» і врешті перемагає Ян Ті Сана.

## У ролях
- Джекі Чан — Вонг Фейхун (Фреді Вонг)
- Єн Суї Тін — Су Гань
- Хванг Джанг Лі — Ян Ті Сан
- Фунг Гінг Ман — пан Лі
- Лем Ко — Вонг Кей-Їн (Роберт Вонг)
- Лінда Лі — тітка Фейхуна
- Тон Їн — племінниця Фейхуна